# Onda continua
Un'onda continua o CW (dall'inglese continuos wave) è un'onda elettromagnetica di ampiezza e frequenza costanti, tipicamente sinusoidale, considerata di durata infinita in analisi matematica. L'onda continua può riferirsi, ad esempio, ad un laser o ad un acceleratore di particelle con un'uscita continua, anziché un'uscita pulsata .
Per estensione, il termine onda continua si riferisce anche a uno dei primi metodi di trasmissione radio in cui un'onda portante sinusoidale veniva attivata e disattivata. Questa è più precisamente chiamata onda continua interrotta o ICW (dall'inglese interrupted continuos wave). Le informazioni vengono trasportate nella durata variabile dei periodi di attivazione e disattivazione del segnale, ad esempio tramite il codice Morse nelle prime radio. Nelle prime trasmissioni radio della telegrafia senza fili, le onde CW erano anche conosciute come "onde non smorzate", per distinguere questo metodo dai segnali d'onda smorzati prodotti dai precedenti trasmettitori del tipo spinterometro .

## Radio

### Le trasmissioni prima delle onde continue
I primi trasmettitori radio utilizzavano uno spinterometro per produrre oscillazioni in radiofrequenza nell'antenna trasmittente. I segnali prodotti da questi trasmettitori a spinterometro consistevano in stringhe di brevi impulsi di oscillazioni di radiofrequenza sinusoidali che si estinguevano rapidamente fino a zero, chiamate onde smorzate. Lo svantaggio delle onde smorzate era che la loro energia era distribuita su una banda di frequenze estremamente ampia. Di conseguenza, producevano interferenze elettromagnetiche che andavano a disturbare le trasmissioni su altre frequenze.
Ciò dette un impulso a trovare soluzioni per produrre oscillazioni di radiofrequenza che decadevano più lentamente e quindi con meno smorzamento. Esiste una relazione inversa tra la velocità di decadimento (la costante di tempo) di un'onda smorzata e la sua larghezza di banda. Infatti, quanto più tempo impiegano le onde smorzate a decadere verso lo zero, tanto più stretta è la banda di frequenza occupata dal segnale radio, quindi tanto meno interferisce con altre trasmissioni. Mano a mano che lo spettro radio iniziò ad affollarsi, si dovette ridurre la spaziatura di frequenza tra le trasmissioni. , le normative governative iniziarono a limitare il massimo smorzamento o "decremento" che un trasmettitore radio poteva avere.

### La transizione alle onde continue
Per ovviare ai problemi di affollamento dell'etere, ci si rese conto che le onde radio ideali per le comunicazioni radiotelegrafiche sarebbero state onde sinusoidali a smorzamento nullo. Teoricamente, un'onda sinusoidale continua ininterrotta, non ha larghezza di banda ma tutta la sua energia è concentrata su un'unica frequenza, non interferendo con le trasmissioni su altre frequenze. Le onde continue non potevano essere prodotte con una scintilla elettrica, ma potevano essere ottenute con l'oscillatore elettronico a tubo a vuoto, inventato intorno al 1913 da Edwin Armstrong e Alexander Meissner.
Dopo la prima guerra mondiale, divennero ampiamente disponibili trasmettitori in grado di produrre onde continue, l'alternatore Alexanderson e gli oscillatori a tubi a vuoto. I trasmettitori a scintilla a onde smorzate furono sostituiti da trasmettitori a tubi a vuoto a onda continua intorno al 1920 e le trasmissioni a onde smorzate furono definitivamente messe fuori legge nel 1934.

### Key clicks
Per trasmettere informazioni, l'onda continua deve essere attivata e disattivata attraverso un tasto telegrafico producendo impulsi di diversa lunghezza, i punti e i trattini che compongono messaggi di testo in codice Morse, quindi una radiotelegrafia ad onda continua dove il segnale è costituito da impulsi di onde sinusoidali di ampiezza costante intervallati da intervalli di assenza di segnale.
Si può dimostrare che se la portante viene attivata o disattivata bruscamente la larghezza di banda sarà ampia; se, invece, la portante viene attivata o disattivata più gradualmente, la larghezza di banda sarà più piccola. La larghezza di banda di un segnale codificato on-off è correlata alla velocità di trasmissione dei dati come: {\displaystyle B_{n}=BK} Dove {\displaystyle B_{n}} è la larghezza di banda necessaria in hertz, {\displaystyle B} è la velocità di digitazione in variazioni di segnale al secondo (velocità di trasmissione) e {\displaystyle K} è una costante correlata alle condizioni di propagazione delle onde radio.
Il rumore spurio emesso da un trasmettitore che accende o spegne bruscamente una portante è chiamato key clicks (effetto dei clic dei tasti). Tale rumore si verifica nella parte della larghezza di banda del segnale sia al di sopra che al di sotto della portante rispetto a quanto richiesto per una commutazione meno brusca. La soluzione al problema è rendere più graduale la transizione tra on e off, rendendo i bordi degli impulsi morbidi, facendoli apparire più arrotondati, oppure utilizzare altri metodi di modulazione quali la modulazione di fase. Alcuni tipi di amplificatori di potenza utilizzati nella trasmissione possono aggravare il key clicks.

### Radiotelegrafia

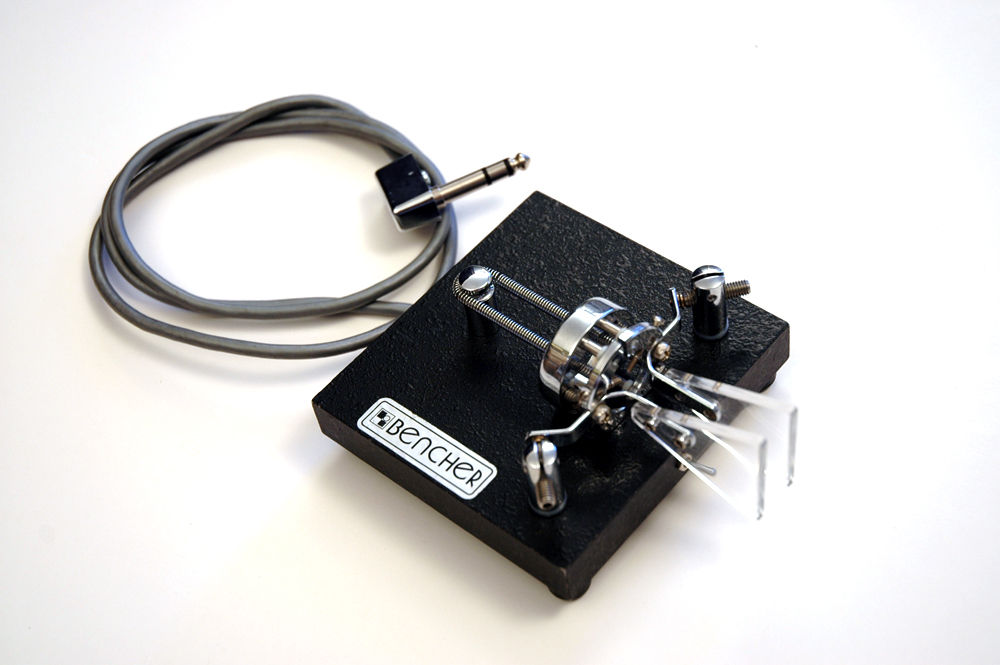
Moderno generatore di codice Morse

I primi trasmettitori radio non potevano essere modulati e quindi non potevano essere impiegati per le trasmissioni in voce. La radiotelegrafia basata sulle onde continue era pertanto l'unica forma di comunicazione disponibile. Le comunicazioni radio ad onda continua sono ancora utilizzate nonostante l'esistenza da molti anni della trasmissione vocale. Questo perché possono essere utilizzati trasmettitori semplici e robusti e perché i suoi segnali sono la più semplice delle forme di modulazione in grado di penetrare le interferenze. La ridotta larghezza di banda del segnale di codice, dovuta in parte alla bassa velocità di trasmissione delle informazioni, consente di utilizzare filtri molto selettivi nel ricevitore, bloccando gran parte del rumore.
La radio ad onde continue era chiamata radiotelegrafo perché, come il telegrafo, funzionava tramite un semplice interruttore per trasmettere il codice Morse. Tuttavia, invece di controllare l'elettricità in una linea fisica installata su pali, l'interruttore controllava la potenza inviata a un trasmettitore radio. Questa modalità è ancora comunemente utilizzata dai radioamatori a causa della sua larghezza di banda ridotta e dell'elevato rapporto segnale/rumore rispetto ad altre modalità di comunicazione.
Nelle comunicazioni militari e radioamatoriali i termini "CW" e "codice Morse" sono spesso usati in modo intercambiabile, nonostante le distinzioni tra i due. Oltre ai segnali radio, il codice Morse può essere infatti inviato utilizzando, ad esempio, corrente continua attraverso cavi, oppure utilizzando il suono o la luce. Per i segnali radio, un'onda portante viene attivata e disattivata per rappresentare i punti e i trattini degli elementi del codice. L'ampiezza e la frequenza della portante rimangono costanti durante ciascun elemento del codice. Sul ricevitore, il segnale ricevuto viene miscelato con un segnale eterodina proveniente da un oscillatore a frequenza di battimento (BFO - beat frequency oscillator) per trasformare gli impulsi di radiofrequenza in suoni. Il Morse, quasi tutto sparito nel traffico, è ancora utilizzato dai radioamatori. I fari non direzionali (NDB) e la portata radio omnidirezionale VHF (VOR) utilizzati nella navigazione aerea utilizzano il Morse per trasmettere il loro identificatore.

### Beacon
Le CW vengono comunemente utilizzate anche in navigazione sia aerea che marittima, per i beacon dei radiofari e in ambito spazio per consentire il tracciamento dei satelliti artificiali, che emettono un proprio beacon in CW, attraverso antenne mobili dotate di sistemi monopulse oppure utilizzando tecniche di step track.

## Radar
In contesti non amatoriali il termine CW si riferisce spesso a un sistema radar a onda continua, in contrapposizione a uno che trasmette brevi impulsi. Alcuni radar CW monostatici (antenna singola) trasmettono e ricevono una singola frequenza (non spazzata), spesso utilizzando il segnale trasmesso attraverso un oscillatore locale per la ricezione; gli esempi includono i rilevatore di velocità in dotazione alla polizia, i rilevatori di movimento a microonde e gli apriporta automatici. Questo tipo di radar viene accecato dal proprio segnale quando trasmesso a bersagli fissi; questi devono avvicinarsi o allontanarsi dal radar con una certa velocità tale da creare uno spostamento Doppler sufficiente a consentire al radar di isolare le frequenze del segnale in uscita e di ritorno. Questo tipo di radar CW può misurare la velocità ma non la distanza.
Altri radar CW "chirpano" (modulano la frequenza) in modo lineare o pseudo-casuale i loro trasmettitori abbastanza rapidamente da evitare l'auto-interferenza con i ritorni di oggetti oltre una distanza minima; questo tipo di radar può rilevare e misurare bersagli statici. Questo approccio è comunemente utilizzato negli altimetri radar, nella meteorologia e nella ricerca oceanica e atmosferica. Il radar di atterraggio del modulo lunare Apollo combinava entrambi i tipi di radar CW.
I radar bistatici CW utilizzano antenne di trasmissione e ricezione fisicamente separate per ridurre i problemi di auto-interferenza inerenti ai radar CW monostatici.

## Laser
In ingegneria e in fisica dei laser, con onda continua (o CW) ci si può anche riferire a un laser che produce un fascio continuo in uscita, talvolta chiamato free-running, in contrasto ai laser q-switched, gain-switched o modelocked, che hanno un fascio pulsante.